# José Borges de Macedo
Comendador José Borges de Macedo (Castro, 1791 – Curitiba, 4 de agosto de 1851) foi um comerciante e político brasileiro. É considerado o primeiro prefeito de Curitiba e o único a exercer o cargo no período em que a cidade e o Brasil estiveram sob o regime monárquico.

## Biografia

### Vida e obra
José Borges de Macedo foi o segundo filho do capitão Cirino Borges de Macedo e d. Rosa Maria e Silva e seu nascimento ocorreu na cidade de Castro (interior do Paraná) sendo batizado no dia 1º de setembro de 1791. Fez seus primeiros estudos em sua cidade natal e na infância viu o pai ser camarista da cidade em várias oportunidades entre os anos de 1795 a 1800. O capitão Cirino chegou a ocupar o cargo de Juiz Presidente da cidade (na época, cargo equivalente ao de prefeito) em 1814.
Seguindo os passos de seu pai, José é eleito vereador da Câmara Municipal de Castro no ano de 1814 e pouco depois transfere residência para a cidade de Curitiba.
Homem de vida agitada e intensa, José exerceu, na então pequena “Villa de Coretiba”, vários cargos públicos e paralelamente possuiu um pequeno comércio de secos e molhados no edifício localizado, na atualidade, no largo da ordem (Centro Histórico de Curitiba) e que já foi conhecido por “Casa Vermelha”.
Sua primeira atividade pública em Curitiba foi na condição de Procurador da Câmara Municipal, sendo nomeado em 20 de março de 1819.
No dia 1º de setembro de 1822 o então Procurador da Câmara casou-se com d. Maria Rosa Floriano de Lima e deste casamento nasceram nove filhos.
José teve, ao todo, onze filhos, sendo que os dois primeiros (duas meninas) foram em sua época de solteiro e consta que não houve problemas de reconhecimento, já que em seu testamento é citados o nome de ambas.
Sua esposa faleceu em 2 de novembro de 1844.
Em 11 de março de 1833 fez juramento, com a mão direita sobre os Evangelhos, na condição de cumprir as obrigações assumidas no cargo de Juiz de Paz e no desempenho desta função fez crescer, entre os curitibanos, o apreço e a imagem de homem correto e justo. Entre 1833 e 1835 fez parte da comissão que delimitou as divisas das cidades de Campo Largo, Curitiba e Palmeira.
A Assembléia Legislativa Provincial de São Paulo, reorganizando as administrações municipais, criou o cargo de Prefeito ao decretar a lei n° 18 de 11 de abril de 1835. Este cargo, inexistente no período monárquico, sobrepunha ao de Juiz Presidente na condição que o Prefeito tinha mais poderes e status.
Em 21 de julho de 1835 a Câmara Municipal de Curitiba enviou ofício ao governo provincial informando da escolha do então Juiz de Paz, José Borges de Macedo, como novo Prefeito da “Villa de Coretiba”. Sua posse ocorreu em 27 de julho na presença de seis camaristas e alguns fiscais em cerimônia desigual aos atuais dias em virtude da simplicidade que revestiu-se o ato de posse.
O primeiro prefeito curitibano exerceu o mandato até 24 de março de 1838, data que a Câmara Municipal recebeu ofício do governo provincial informando que a Lei n° 4 de 29 de janeiro de 1838 revogava a lei que criou o cargo nos municípios da província. O último ato do Prefeito Borges de Macedo foi ao dia 23 de março quando este enviou ofício para o prefeito da Lapa informando da remessas de armas e munições à cidade para o reforço e devidos cuidados na defesa do município em face às ameaças dos revolucionários Farrapos em invadir as fronteiras da província.
Em 24 de fevereiro de 1840 José assumiu o cargo de Juiz Municipal, interinamente, e também ficou como 1° suplente de Juiz de Órfãos.
Em 9 de janeiro de 1841 assumiu, pela segunda vez, o cargo de Juiz de Paz da vila, exercendo esta função até março de 1842. Em 8 de março de 1842 assumiu a administração dos Correios, exercendo a função até 16 de agosto deste mesmo ano.
Em 14 de junho de 1842, quando ainda estava na administração dos Correios, assumiu uma cadeira na Câmara Municipal de Curitiba. Como vereador, ficou até outubro de 1844, quando pediu afastamento para exercer novo desafio que lhe fora oferecido. Em 8 de outubro de 1844 assumiu o cargo de Delegado de Polícia da cidade.
Em 17 de março de 1846 voltou a frequentar as sessões da Câmara e logo assumiu a presidência da mesma.
Com a morte do Juiz de Órfãos e sendo o seu 1° suplente, assumiu em 12 de setembro de 1846 este cargo, bem como, nesta mesma data também assumiu o cargo de Inspetor Escolar sem se afastar da presidência da Câmara.
Em dezembro de 1848 novo afastamento da Câmara e do cargo de Juiz para assumir a função de Coletor de Impostos e em negociações de bastidores, reassumiu o seu cargo de vereador e ao mesmo tempo a Presidência da Câmara, em 30 de julho de 1849.
A influência política que José exercia na Curitiba de 1850 (sendo ele do antigo Partido Libertador, de oposição) era tamanha que o partido de situação (o Partido Conservador), preocupado com as eleições daquele ano, articulou uma maneira de afastá-lo da cidade neste período e assim o Partido Conservador moveu uma ação judicial contra o Presidente da Câmara e quatro camaristas. José, que era o Presidente nesta ocasião, foi afastado do cargo e transferido, sob escolta da Cavalaria de 1° Linha do Rio de Janeiro, até a cidade de Morretes, em 3 de setembro de 1850, ficando sob a responsabilidade do delegado de polícia local. Seu retorno a Curitiba só se deu alguns dias depois, em 16 de setembro e justamente após as eleições. Desta ação judicial nada foi comprovado que desabonasse a sua imagem.

### Falecimento e homenagens
Durante a década de 1840, José e outros ilustres políticos de Curitiba, Paranaguá e região, lutaram, intensamente, em prol da emancipação da província. Esta reivindicação só ocorreu no ano de 1853, porém, sem um dos seus ferrenhos articuladores, pois José Borges de Macedo faleceu na segunda feira, 4 de agosto de 1851, aos 60 anos de idade, conforme consta em seu documento de óbito (em português da época):
“Aos quatro dias do mes d’Agosto de mil oitocentos e cincoenta e hum, falleceu da Vida prezente “de molestia interna” o Alferes José Borges de Macedo, viúvo de Dona Maria Rosa de Lima, natural da Villa de Castro, e freguez desta Parochia de Curytiba, idade de cincoenta años; não reçebeo Sacramento por morrer subitamente; foi sepultado na Ordem Terceira de São Francisco, fez testamento; disse Missa de Corpo Presente; findo Officio, foi solemnemente recomendado. Do que fiz assento. O vig.° Encomend.° Mathias Carneiro Mendes”.
Em vida José foi agraciado com a Comenda da Ordem de Cristo, por determinação do Barão de Mont’Alegre, (então presidente da província de São Paulo) em 1842.
No ano de 1879 a Câmara Municipal de Curitiba concedeu homenagem póstuma quando denominou uma das vias centrais de Rua Borges de Macedo, porém, com a aprovação da Lei n° 155 de 9 de outubro de 1905 a Rua Borges de Macedo é renomeada para Rua Ébano Pereira (em homenagem ao fundador de Curitiba) e assim o primeiro prefeito da capital paranaense ficou esquecido por longos 60 anos.
Somente em 4 de agosto de 1965 a Câmara Municipal de Curitiba, por proposição de seu Presidente Erondy Silvério, que insere na Ata da Sessão um voto de homenagem à memória do Comendador José Borges de Macedo no dia do seu 114° aniversário de falecimento. Este voto de homenagem na Câmara propiciou uma nova lei que ao ser sancionada determinou que o nome do primeiro prefeito de Curitiba batizasse um logradouro e em 13 de dezembro de 1965 foi inaugurada a placa de bronze na nova Praça José Borges de Macedo, praça esta localizada ao lado da Praça Tiradentes (antigo Largo da Matriz).